# Cuauhtémoc (kerület)
Cuauhtémoc Mexikóváros egyik belvárosi kerülete, lakossága 2010-ben meghaladta az 530 000 főt.

## Földrajz

### Fekvése
A kerület a Szövetségi Körzet északi részén, Mexikóváros belvárosában található. Teljes területe a tenger szintje felett körültelül 2230–2240 méterrel fekvő síkság, várossal beéptíve. Felszíni vízfolyása nincs, csak a La Piedad nevű folyó halad át területén egy csővezetékben.

### Éghajlat
A kerület éghajlata meleg, de nem forró, és nyáron–ősz elején csapadékos. Minden hónapban mértek már legalább 26 °C-os hőséget, de a rekord nem érte el a 34 °C-ot. Az átlagos hőmérsékletek a decemberi 13,0 és a májusi 17,7 fok között váltakoznak, fagy ritkán fordul elő. Az évi átlagosan 931 mm csapadék időbeli eloszlása nagyon egyenetlen: a júniustól szeptemberig tartó 4 hónapos időszak alatt hull az éves mennyiség több mint 75%-a.
| Hónap                                   | Jan. | Feb. | Már. | Ápr. | Máj. | Jún. | Júl. | Aug. | Szep. | Okt. | Nov. | Dec. | Év   |
| --------------------------------------- | ---- | ---- | ---- | ---- | ---- | ---- | ---- | ---- | ----- | ---- | ---- | ---- | ---- |
| Rekord max. hőmérséklet (°C)            | 33,0 | 29,0 | 31,0 | 31,0 | 30,0 | 31,0 | 29,0 | 29,0 | 28,0  | 30,0 | 26,0 | 28,0 | 33,0 |
| Átlagos max. hőmérséklet (°C)           | 18,3 | 18,1 | 20,1 | 20,5 | 21,3 | 20,9 | 20,1 | 19,2 | 19,8  | 19,2 | 18,1 | 17,6 | 19,4 |
| Átlaghőmérséklet (°C)                   | 13,3 | 13,6 | 15,9 | 16,9 | 17,7 | 17,6 | 16,5 | 16,2 | 16,6  | 15,4 | 14,0 | 13,0 | 15,6 |
| Átlagos min. hőmérséklet (°C)           | 8,2  | 9,0  | 11,7 | 13,2 | 14,1 | 14,3 | 12,8 | 13,3 | 13,5  | 11,6 | 10,0 | 8,3  | 11,7 |
| Rekord min. hőmérséklet (°C)            | 0,5  | 0,0  | 3,0  | 5,0  | 6,0  | 5,0  | 1,0  | 6,0  | 2,0   | 4,0  | 1,0  | 0,0  | 0,0  |
| Átl. csapadékmennyiség (mm)             | 10   | 7    | 8    | 29   | 81   | 177  | 200  | 160  | 177   | 62   | 16   | 5    | 931  |
| Forrás: Servicio Meteorológico Nacional |      |      |      |      |      |      |      |      |       |      |      |      |      |

## Népesség
A kerület népessége a közelmúltban egy ideig csökkent, de az utóbbi években kicsit növekedett:
| Év   | Lakosság |
| ---- | -------- |
| 1990 | 595 960  |
| 1995 | 540 382  |
| 2000 | 516 255  |
| 2005 | 521 348  |
| 2010 | 531 831  |

## Története
Nevét Cuauhtémocról, az utolsó azték uralkodóról kapta, a név jelentése leszálló sas.
A terület, ahol ma Cuauhtémoc elterül, a mexikói világ bölcsőjének tekinthető, itt állt ugyanis a 14–16. században Tenochtitlan városa, amelyet a spanyolok elpusztítottak, majd helyén saját palotáikat és templomaikat építették fel. Az új város első terveit 1522-ben készítették el, majd 1548. július 4-én kapta meg a Muy Noble Insigne y Leal Ciudad de México („Mexikó nagyon nemes, kiváló és hűséges városa”) nevet. A 16. században felépült többek között az amerikai kontinens első egyeteme, egy nyomda, az érsekség és a pénzverde is. A folyamatosan fejlődő várost 1824-ben nyilvánították a független Mexikó fővárosává, 1928-ban pedig az addigi községek helyett kerületekre oszották fel. Ekkor Cuauhtémoc kerület még nem jött létre, csak egy 1970 decemberében kiadott rendelkezés értelmében.

## Turizmus, látnivalók

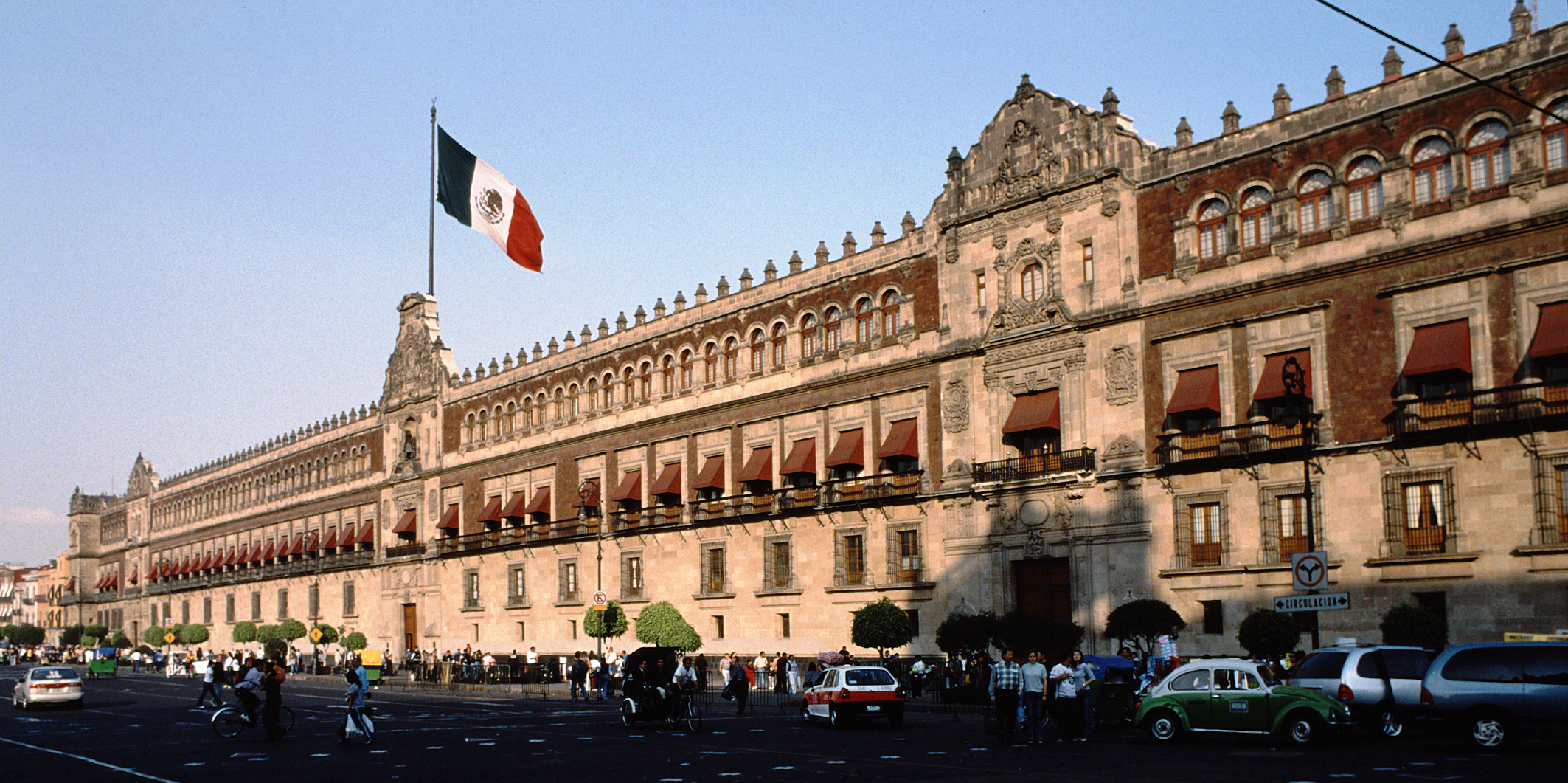
A Nemzeti Palota

A kerületben rengeteg turisztikai látnivaló található. Itt áll többek között a Függetlenség-emlékmű, a mexikói forradalom emlékműve, a Cuauhtémoc-emlékmű, a Vadászó Diana-szökőkút, az Anyák emlékműve, a Kínai Óra, az Hemiciclo a Juárez, a Nemzeti Palota, a mexikóvárosi székesegyház, a Szépművészeti Palota, itt található a Zócalo nevű tér, az Alameda Central (Mexikóváros legrégebbi parkja), és itt keresztezi egymást a város két legfontosabb útja, az Avenida de los Insurgentes és a Paseo de la Reforma. Mindemellett 42 múzeum is található a kerületben. Mexikóváros történelmi belvárosa 1987 óta világörökségi védelem alatt áll. Híres épület a 16. századból származó Csempés ház, amely arról kapta a nevét, hogy a 18. században külsejét azulejo csempékkel borították be. Ugyancsak a kerületben találhatók az Uluapa őrgrófnőjének háza és a Borda-ház néven ismert 18. századi épületek is.
A kerületben található Mexikó egyik legjelentősebb könyvtára, a Vasconcelos Könyvtár is, valamint Új-Spanyolország első bányászati iskolájának klasszicista épülete, a Bányászati Palota, amely ma a Mexikói Autonóm Nemzeti Egyetemhez tartozik.